# Nāḩiyat al Jalā'
Nāḩiyat al Jalā' (arabiska: ناحية الجلاء) är ett subdistrikt i Syrien.   Det ligger i provinsen Dayr az-Zawr, i den östra delen av landet, 400 km öster om huvudstaden Damaskus.
Trakten runt Nāḩiyat al Jalā' är ofruktbar med lite eller ingen växtlighet. Runt Nāḩiyat al Jalā' är det ganska glesbefolkat, med 29 invånare per kvadratkilometer.